# Rubensbrunnen

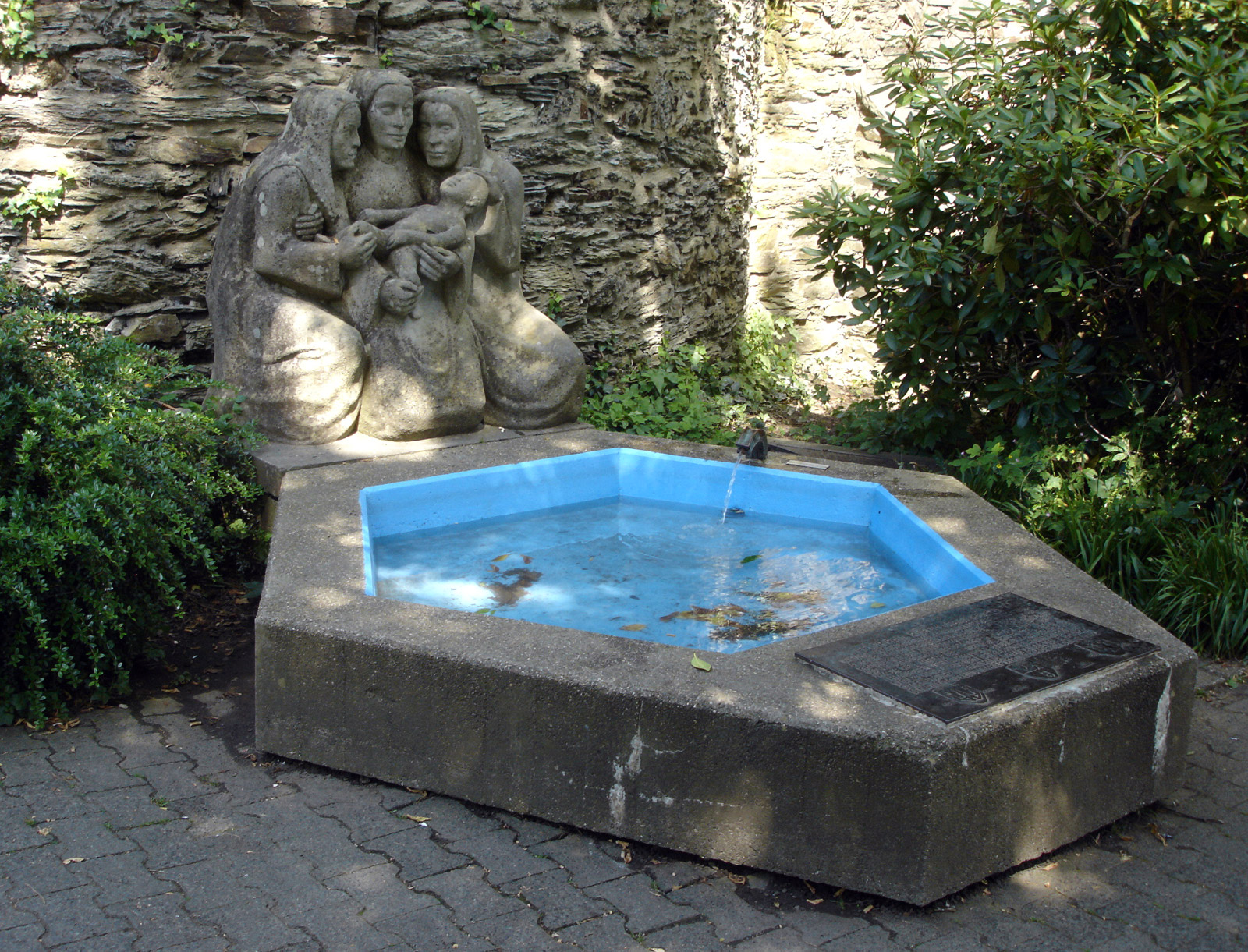
Der Rubensbrunnen im Park des Oberen Schlosses

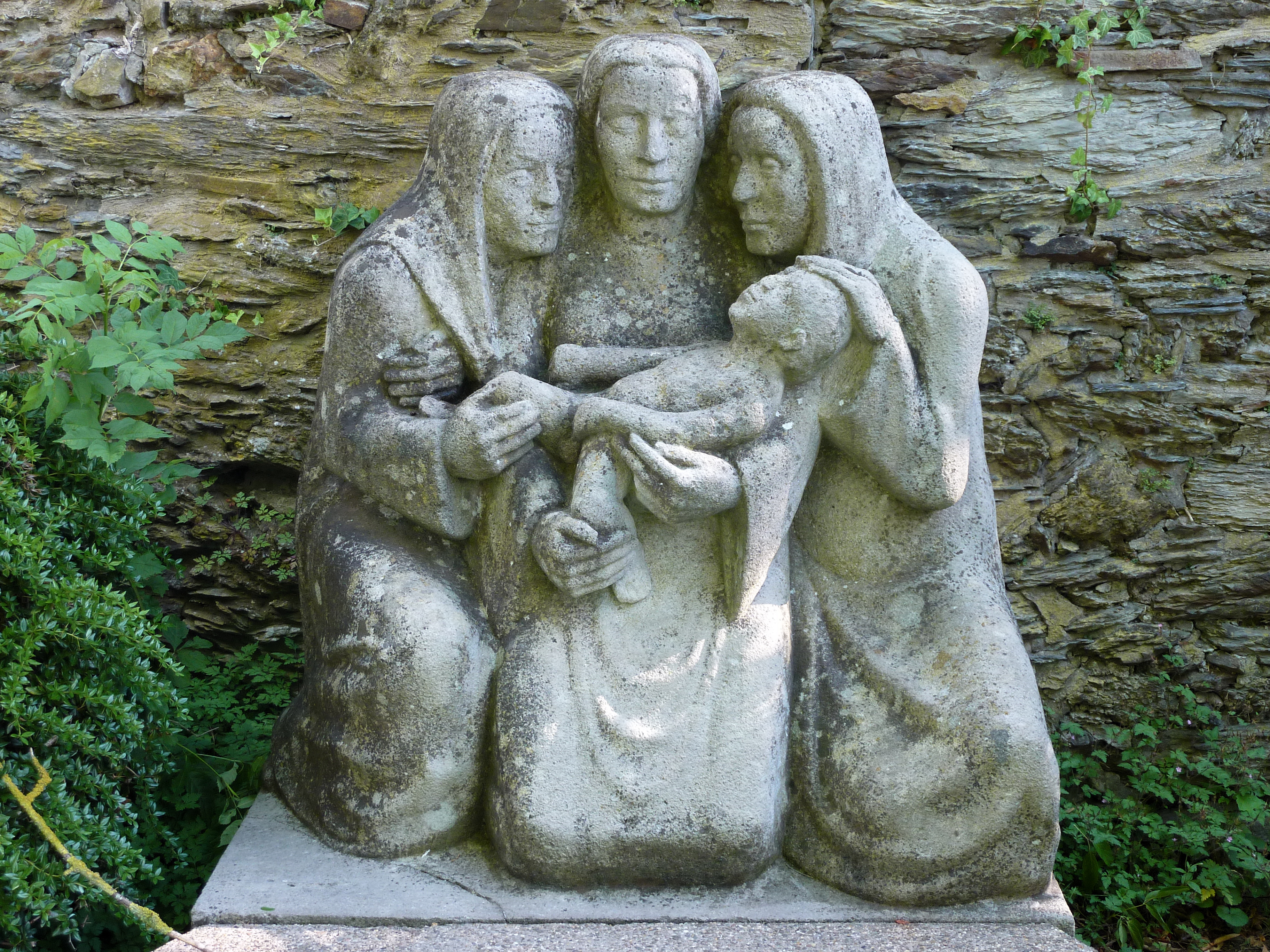
Skulptur des Rubensbrunnens

Der Rubensbrunnen in Siegen wurde 1935 von dem Siegerländer Künstler Hermann Kuhmichel (1898–1965) geschaffen. Er steht im Park des Oberen Schlosses am südlichen Fuß des Hexenturm genannten Wehrturms der östlichen Schlossbefestigung.
Auf einem Sockel am hinteren Rand eines sechseckigen, etwa 1,5 Meter breiten Wasserbeckens mit einer circa 40 Zentimeter hohen steinernen Einfassung steht eine etwa 100 × 80 cm große Skulptur aus Sandstein. Drei dicht nebeneinander kauernde madonnenhafte Frauen halten gemeinsam einen nackten Säugling auf ihren Armen. Die Frauen sind Allegorien der Städte Antwerpen, Siegen und Köln, die lange Zeit jede für sich in Anspruch nahmen, der Geburtsort des flämischen Barockmalers Peter Paul Rubens (1577–1640) zu sein. Dass man sich letztlich auf Siegen einigte, bejubelt etwas voreilig ein schon 1855 veröffentlichtes Gedicht in klassischen Hexameter-Versen des Siegener Realschullehrers Ludwig Heinrich Hermann Langensiepen auf einer Bronzetafel am vorderen Rand des Wasserbeckens. Unter dem Gedicht sind die drei Städte mit ihren Wappen und die Jahre bezeichnet, als Rubens dort jeweils ansässig war.

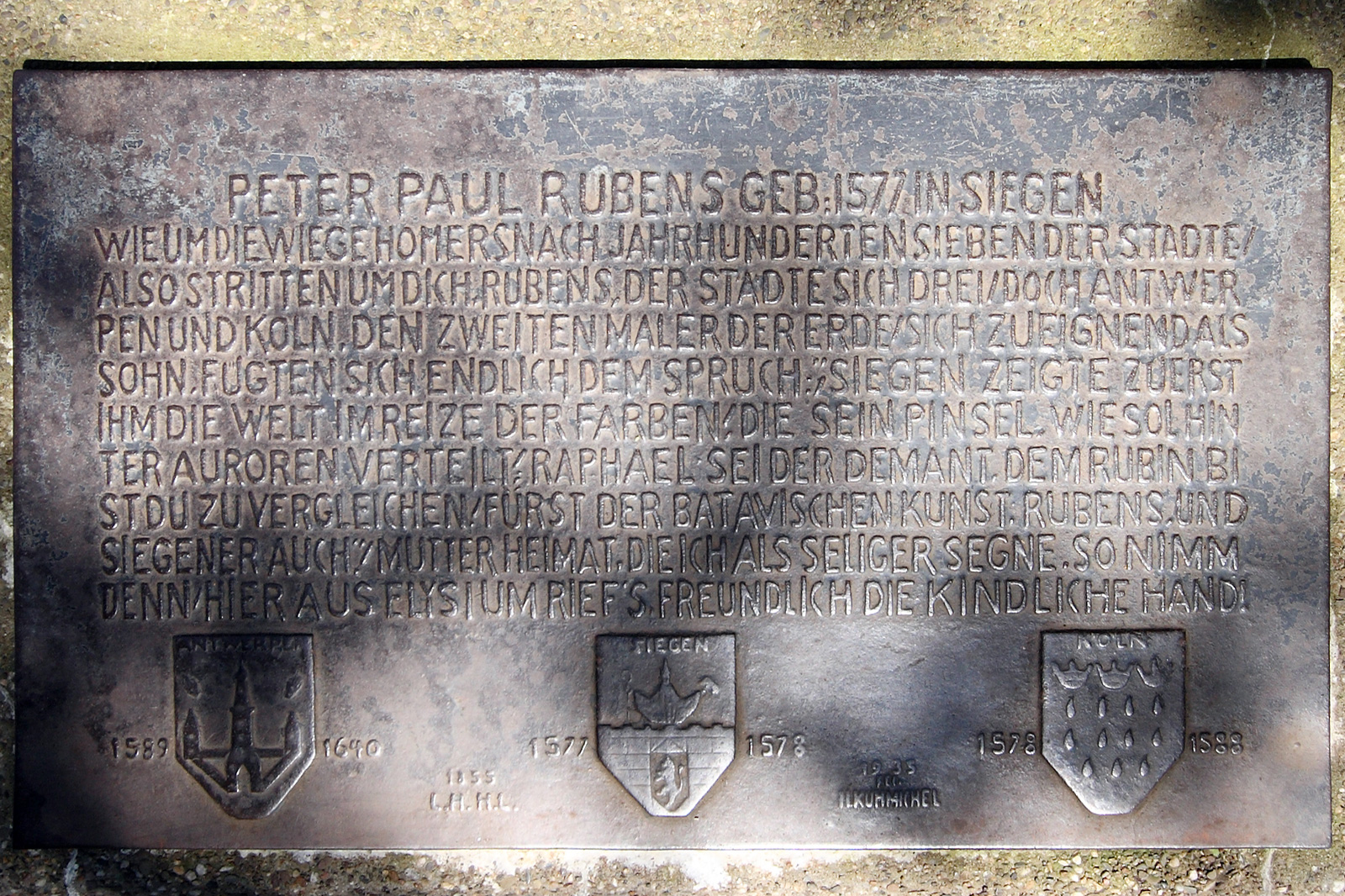
Bronzetafel mit Inschrift und Wappen

Peter Paul Rubens geb. 1577 in Siegen

Wie um die Wiege Homers nach Jahrhunderten sieben der Städte,

Also stritten um dich, Rubens, der Städte sich drei.

Doch Antwerpen und Köln, den zweiten Maler der Erde

Sich zueignend als Sohn, fügten sich endlich dem Spruch:

„Siegen zeigte zuerst ihm die Welt im Reize der Farben,

Die sein Pinsel, wie Sol hinter Auroren, verteilt;

Raphael sei der Demant, dem Rubin bist du zu vergleichen;

Fürst der batavischen Kunst, Rubens, und Siegener auch.“

Mutter Heimat, die ich als Seliger segne, so nimm denn

Hier aus Elysium, rief’s, freundlich die kindliche Hand!

Antwerpen 1589–1640 – Siegen 1577–1578 – Köln 1578–1588

– 1855 L. H. H. L. – 1935 H. Kuhmichel –

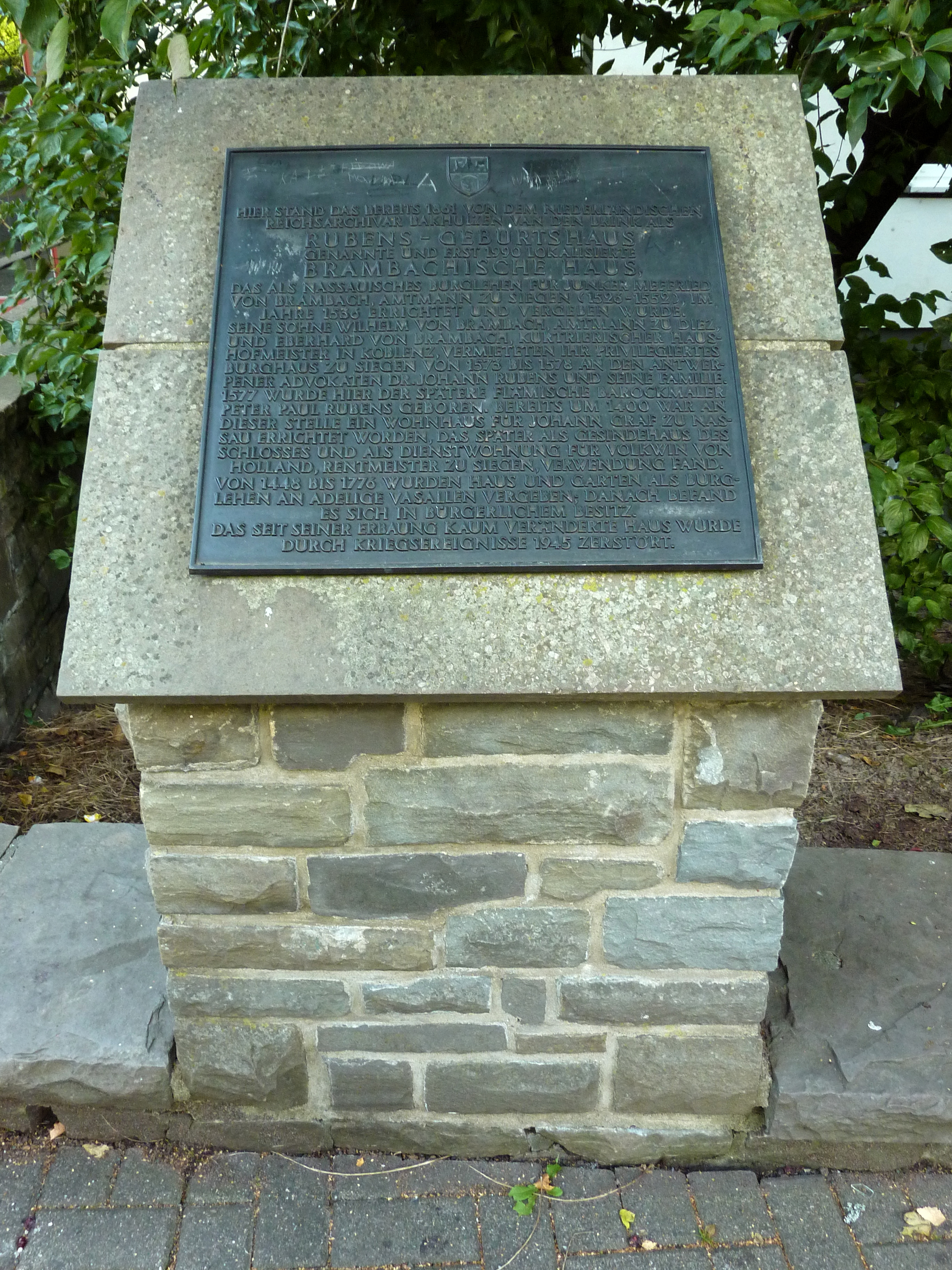
Gedenktafel für Rubens’ Geburtshaus in Siegen

Das Haus, das Familie Rubens in Siegen fünf Jahre bewohnte, bis man 1578 wieder nach Köln zurückkehren durfte, und in dem 1577 Peter Paul geboren wurde, ist nicht erhalten. Vor der an seiner Stelle inzwischen errichteten Realschule am Oberen Schloss, Burgstr. 10–14, hat die Stadt eine Gedenktafel mit folgendem Text aufgestellt:

„Hier stand das bereits 1861 von dem niederländischen Reichsarchivar Bakhuizen van den Brink als Rubens-Geburtshaus genannte und erst 1990 lokalisierte Brambachische Haus, das als nassauisches Burglehen für Junker Meffried von Brambach, Amtmann zu Siegen (1526–1552), im Jahre 1536 errichtet und vergeben wurde. Seine Söhne Wilhelm von Brambach, Amtmann zu Diez, und Eberhard von Brambach, kurtrierischer Haushofmeister in Koblenz, vermieteten ihr privilegiertes Burghaus zu Siegen von 1573 bis 1578 an den Antwerpener Advokaten Dr. Johann Rubens und seine Familie. 1577 wurde hier der spätere flämische Barockmaler Peter Paul Rubens geboren. Bereits um 1400 war an dieser Stelle ein Wohnhaus für Johann Graf zu Nassau errichtet worden, das später als Gesindehaus des Schlosses und als Dienstwohnung für Volkwin von Holland, Rentmeister zu Siegen, Verwendung fand. Von 1448 bis 1776 wurden Haus und Garten als Burglehen an adelige Vasallen vergeben; danach befand es sich in bürgerlichem Besitz.
Das seit seiner Erbauung kaum veränderte Haus wurde durch Kriegsereignisse 1945 zerstört.“

## Beleg
1. ↑  L. H. H. L. (Ludwig Heinrich Hermann Langensiepen): Rubens’ Geburtsort, in: Sage und Geschichte des Siegerlandes in einer Sammlung von Gedichten, herausgegeben von August Gertner, Siegen 1855, S. 45 (Digitalisat bei Google Books).